# رالی قهرمانی نوجوانان جهان

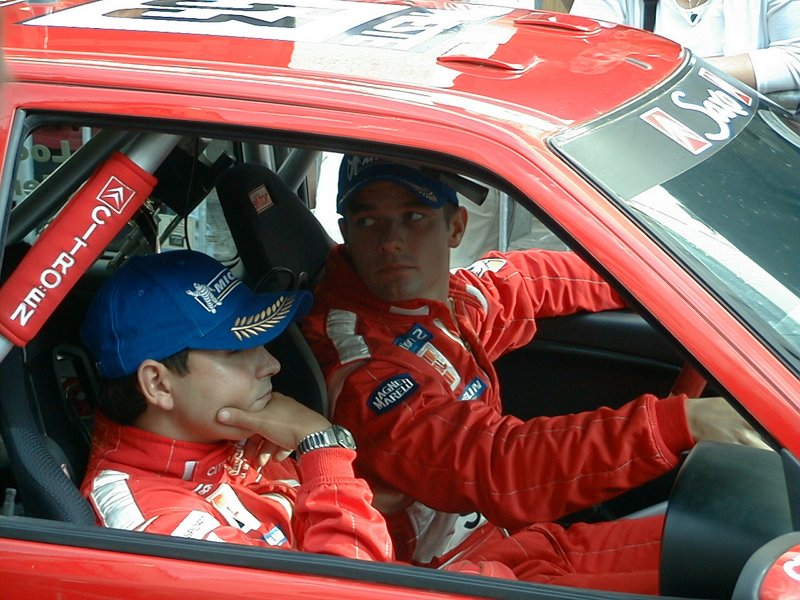
سباستین لوب و دانیل النا در رالی ۲۰۰۱ فنلاند.

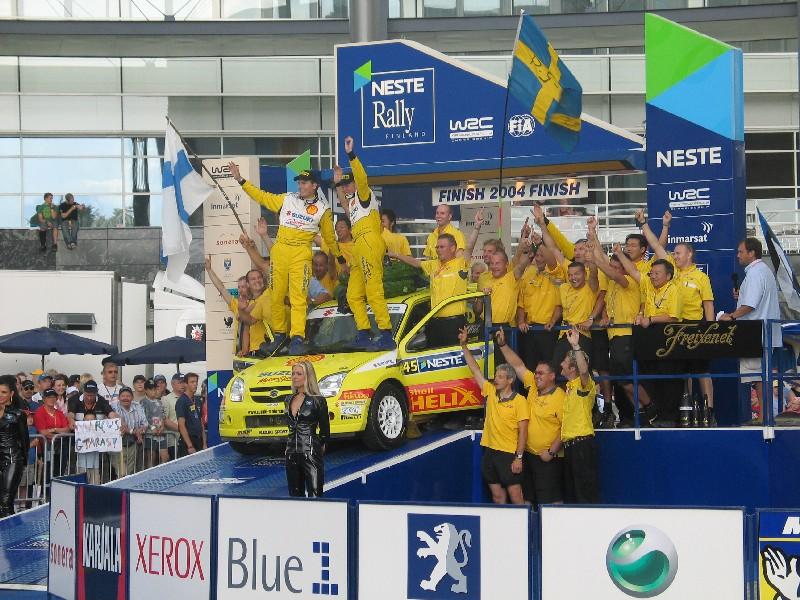
پی جی اندرسون و سوزوکی در حال جشن گرفتن پیروزی در کلاس جونیور رالی در رالی ۲۰۰۴ فنلاند.

مسابقات رالی قهرمانی نوجوانان جهان فیا، یک سری مسابقات رالی بین‌المللی است که تنها رانندگان زیر ۲۹ سال اجازه حضور در آن را دارند، این مسابقات در چارچوب پشتبانی مسابقات رالی قهرمانی جهان برگزار می‌شود. این سری مسابقات توسط فدراسیون بین‌المللی اتومبیل‌رانی (فیا) اداره می‌شود و توسط ام-اسپرت ال‌تی‌دی (M-Sport Ltd) تبلیغ می‌شود.
این مسابقات از سال ۲۰۱۳ هرساله برگزار می‌شود، مسابقات در رده رانندگان نوجوان فدراسیون بین‌المللی اتومبیل‌رانی در سال ۲۰۰۱ با نام قهرمانی سوپر ۱۶۰۰، رالی قهرمانی نوجوانان جهان در سال ۲۰۰۲ و آکادمی رالی قهرمانی جهان در سال ۲۰۱۱ آغاز شد. این مسابقات نقشی در رنگ در حرفهو ورود رانندگان و قهرمانان رالی جهانی سباستین لوب و سباستین اوژیه داشته است. به علاوه رانندگان برجسته دیگری که در این مسابقات حضور داشته‌اند می‌توان به دنی سوردو، الفین ایوانز، کریگ برین و تیری نوویل اشاره کرد که همگی در بالاترین سطح مسابقات رالی قهرمانی جهان حضور پیدا کرده‌اند.